# 3103 Eger
För andra betydelser, se Eger (olika betydelser).
3103 Eger eller 1982 BB är en asteroid i huvudbältet som korsar både Mars och Jordens omloppsbanor. Den upptäcktes 20 januari 1982 av den ungerske astronomen Miklós Lovas vid Piszkéstető-observatoriet. Den har fått sitt namn efter den ungerska staden Eger.
Asteroiden har en diameter på ungefär 1 kilometer och den tillhör asteroidgruppen Apollo.